# Hyophila lurida
Hyophila lurida là một loài Rêu trong họ Pottiaceae. Loài này được (Hornsch.) A. Jaeger mô tả khoa học đầu tiên năm 1873.